# Ftalocianina
Una ftalocianina è un composto eterociclico la cui struttura chimica è simile a quella delle porfirine naturali e strettamente correlata a quella delle porfirazine. La molecola possiede una cavità centrale in grado di legare ioni idrogeno o cationi metallici attraverso legami molto forti fra lo ione e quattro atomi di azoto di altrettanti gruppi isoindolo. Molti elementi sono stati coordinati all'interno delle ftalocianine e come accade per le porfirine naturali, spesso sono in grado di legare altri gruppi, fungendo da molecola trasportatrice.

## Caratteristiche e applicazioni
Le ftalocianine furono scoperte per caso in una fabbrica di coloranti e la loro diffusione, e il loro sviluppo industriale nel XX secolo sono stati legati esclusivamente alle caratteristiche cromatiche. Le ftalocianine sono state oggetto di studi accademici volti a metterne in luce molteplici caratteristiche e usi come:
- rivestimento per CD-ROM riscrivibili
- optoelettroniche come microconduttori e semiconduttori organici (sensori FET, nei film di Langmuir-Blodgett)
- fotoelettroniche (celle fotovoltaiche)
- farmacologiche (come mezzo di contrasto, come antitumorale ad esempio la fluoro-alluminio ftalocianina)
- catalitiche (sintesi chimica).
- elettrocatalisi (celle a combustibile).

### Proprietà quantistiche
La ftalocianina, e suoi derivati, sono state le prime molecole a esibire un comportamento quantistico a tali scale di grandezza (rispettivamente, 514 e 1298 u ). Un esperimento condotto al Vienna Center for Quantum Science and Technology ha reso visibile in tempo reale il dualismo onda-particella, mostrando manifestazioni ondulatorie in un fascio coerente di particelle in un esperimento del tipo a "doppia fenditura". L'emersione della figura d'interferenza ha richiesto, oltre alla produzione di un fascio di particelle della necessaria coerenza, anche l'eliminazione degli effetti distruttivi dovuti all'interazione delle particelle con le forze di Van der Waals. Oltre alla valenza didattica e divulgativa (il formarsi della figura di interferenza è visibile in un video pubblicato su YouTube dagli stessi autori della ricerca), l'esperimento riveste un certo interesse per la possibilità di indagare su molecole di grandezza simile o superiore e per la possibilità di esplorare i confini tra comportamento classico e comportamento quantistico.

## Colour index
Le ftalocianine sono sostanze coloranti che coprono perlopiù lo spettro cromatico del verde e del blu; al gruppo delle ftalocianine appartengono sia coloranti (quindi solubili in acqua) che pigmenti (insolubili in acqua).
Di seguito si riporta l'elenco per Colour Index (C.I.):
- 74100 - Pigment Blue 16 (blu-verdastro)
- 74120 - Pigment (verde-giallo, policloro ftalocianina senza metallo)
- 74140 - Vat Blue 29 (blu luminoso, parzialmente solfonata e contenente cobalto)
- 74160 - Pigment Blue 15 (Blu luminoso, contenente rame); presente anche nelle varianti 74160:1 (contenente nichel), 74160:2 (contenente cobalto)
- 74161 - Ingrain Blue 13; 74161:1 Ingrain Blue 14; 74161:2 Ingrain Blue 5
- 74180 - Direct Blue 86 (turchese, parzialmente solfonata contenente rame); 74180:1 Pigment Blue 17 (il derivato sale di bario)
- 74200 - Direct Blue 87 (turchese, parzialmente solfonata)
- 74220 - Acid Blue 249 (tetrasolfonata, contenente rame)
- 74240 - Ingrain Blue 1 (turchese)
- 74250 - Pigment blue 15
- 74255 - Pigment Green 37
- 74260 - Pigment Green 7
- 74280 - Ingrain Green 3
- 74300 - Pigment Blue (blu-verde, tetra-fenilsolfonato sale di bario)
- 74320 - Direct Green (verde luminoso, tetrafenil tetracarbonato contenente rame)
- 74350 - Solvent Blue 25
- 74380 - Solvent Blue 24
- 74400 - Solvent Blue 55
- 74420 - Solvent
- 74440 - Mordent
- 74460 - Reactive Blue 7

## Storia
La scoperta risale al 1907, quando fu isolato un composto blu sconosciuto, sottoprodotto di reazione. Nel 1927 altri due ricercatori svizzeri ottennero le prime ftalocianine contenente rame, mentre cercavano di convertire σ-dibromobenzene in ftalonitrile. I composti però non furono caratterizzati subito e la scoperta ufficiale fu riconosciuta in seguito presso la Scottish Dyes Ltd. (successivamente Imperial Chemical Industries-ICI) che sviluppò i primi pigmenti ftalocianine.

## Tossicità
Esistono evidenze scientifiche secondo cui l'esposizione alla ftalocianina può causare gravi difetti alla nascita durante lo sviluppo dell'embrione.